# Università statale di Petrozavodsk
L'Università statale di Petrozavodsk (PetrGU, in russo Петрозаво́дский госуда́рственный университе́т?, Petrozavodskij gosudarstvennyj universitet) è un ente di istruzione accademica russo della Carelia.

## Struttura
- Istituto di matematica e tecnologie informatiche
- Istituto fisico-tecnico
- Istituto di biologia, ecologia e agraria
- Istituto di economia e gestione
- Istituto di storia e scienze politiche e sociali
- Istituto di lettere
- Istituto di medicina
- Istituto di scienze forestali, minerarie e delle costruzioni
- Istituto di pedagogia e psicologia
- Istituto di lingue straniere
- Istituto di cultura fisica, sport e turismo
- Istituto di ricerca scientifica
- Istituto di ricerca integrata
- Facoltà di formazione continua